# Samsø flygplats
Samsø flygplats är en flygplats i Danmark på ön Samsø. Den ligger i Samsø Kommune och Region Mittjylland, i den centrala delen av landet. Samsø flygplats ligger 3 meter över havet söder om orten Stauns.